# Paul Kawczak
Œuvres principales
- Un long soir (2017)
- Ténèbre (2020)

Paul Kawczak (né le 12 novembre 1986 à Besançon,) est un romancier, poète et éditeur français établi au Québec depuis 2011. Il est chargé de cours en études littéraires à l'Université du Québec à Chicoutimi et éditeur à La Peuplade.
La publication de son premier roman Ténèbre en janvier 2020, qui porte sur les horreurs du colonialisme au Congo belge à la fin du XIXe siècle, reçoit une attention médiatique considérable autant au Québec,qu'en France,et en Belgique. Accueilli favorablement par la critique,,, ce roman d'aventures aux accents de réalisme magique — où la violence, la cruauté et l'érotisme sont omniprésents —, a été apprécié notamment pour le traitement lyrique du sujet et la connaissance approfondie du contexte colonial dont l'auteur fait preuve à travers son récit. 
Ténèbre a été sélectionné parmi les finalistes de plusieurs prix littéraires, dont le Prix des lecteurs de L'Express/BFM TV, le Prix Première de la RTBF (Belgique), le Prix Régine-Deforges et le Prix littéraire de Trouville.

## Biographie
Paul Kawczak naît à Besançon, une commune de l'est de la France, le 12 novembre 1986 d'une famille d'ascendance polonaise. Il entreprend des études de mathématiques et de physique qu'il abandonnera bientôt pour se consacrer à l'étude de la littérature française à l'Université de Franche-Comté (UFC). Après avoir terminé une maîtrise, il effectue une année d'études à l'Université de Stockholm en Suède dans le cadre d'un programme d'échange. En 2011, il se rend au Québec pour y compléter une année de thèse de doctorat en cotutelle sous la direction de Bruno Curatolo de l'UFC et de François Ouellet de l'Université du Québec à Chicoutimi. Il décide finalement de s'établir au Québec où il poursuit ses recherches qui portent sur le roman d'aventures français de l'entre-deux-guerres, s'intéressant notamment aux œuvres d'André Malraux, Joseph Kessel et Blaise Cendrars et Pierre Mac Orlan. Il soutient sa thèse en 2016 à Besançon.
Parallèlement à ses études, Paul Kawczak se consacre à la création littéraire. En 2014, il est lauréat du Prix littéraire Damase-Potvin pour un texte intitulé « Lignes et découpe ». Cette édition est placée sous la présidence d'honneur de Samuel Archibald. L'année suivante, il obtient le prix du « Concours du meilleur texte de trois pages » de l'Université du Québec à Chicoutimi et publie un recueil de poésie en vers et en prose intitulé L'extincteur adoptif chez Moult Éditions. Ce texte formé de fragments et de collages s'inscrit dans une entreprise de subversion de la poésie traditionnelle qui évoque les techniques d'écriture du surréalisme.
En 2017, il devient éditeur à la maison La Peuplade à Chicoutimi et y fait paraître, Un long soir, un recueil de « microrécits » placé sous le patronage de J.-K. Huysmans (cité en exergue : « Bien souvent, des Esseintes avait médité sur cet inquiétant problème, écrire un roman concentré en quelques phrases » À rebours, 1884) et de Philippe Soupault.
Paul Kawczak est chargé de cours à l'Université du Québec à Chicoutimi, il a été de 2016 à 2019 coordonnateur de la Chaire de recherche sur la parole autochtone de l'UQAC et il a contribué à plusieurs revues de création et de critique littéraires telles que Captures, Inter,  Interrogations, Mœbius, Nuit blanche, Spirale, Vie des arts, Zinc et Zone Occupée.

## Ténèbre
En janvier 2020, le premier roman de Paul Kawczak, Ténèbre, paraît aux éditions La Peuplade. L'intrigue se déroule principalement dans le Congo de Léopold II aux lendemains de la Conférence de Berlin qui entérine le partage de l'Afrique entre les pays européens et raconte les expéditions du géomètre belge Pierre Claes qui est mandaté par son Roi pour délimiter (« découper », « mutiler ») un territoire aux frontières incertaines, .
Le roman nous introduit au cœur d'une entreprise de colonisation mortifère où dominent l'esclavage, la torture et la cruauté envers les populations locales, et à laquelle l'Europe de l'époque donne le nom de « progrès ». Parcourant le fleuve Congo à bord du steamer le « Fleur de Bruges », Claes poursuit « son œuvre de civilisation » accompagné de travailleurs bantous et d'un ancien bourreau chinois et maître tatoueur nommé Xi Xiao, spécialiste du lingchi, art ancestral de la découpe humaine. Xi Xiao connaît l'horreur de la colonisation et il peut voir l'avenir dans ce monde « sans Christ » où l'avenir n'a pas de sens. Il sait que son destin est irrémédiablement lié à celui de Claes et il l'aimera d'un amour auquel seuls la mort et la souffrance pourront mettre un terme. 
Une trame narrative parallèle est consacrée à Vanderdorpe, médecin et explorateur aguerri des colonies africaines qui va croiser le chemin d'un marin mystérieux d'origine polonaise. Il est obsédé par son amour impossible pour Manon Blanche, et cette obsession nous ramène à la fin des années 1860 où Vanderdorpe assiste à l'agonie de Charles Baudelaire et prend part à la vie de bohème de Paul Verlaine. 
Ténèbre est le récit d'une mutilation territoriale à laquelle font échos la mutilation des corps, des consciences et des affects. 
Autant par son titre que par son intrigue, ce roman est écrit sous le signe de Heart of Darkness (1899) (« Au cœur des ténèbres ») de Joseph Conrad, lequel fait d'ailleurs partie des personnages. L'auteur reconnaît aussi avoir été influencé par l'œuvre de Georges Bataille qui s'est intéressé à l'érotisme et au supplice du lingchi,.
L'ouvrage est très bien accueilli par la critique, notamment du Devoir, de La Presse, de Radio-Canada, du Soir et de L'Express.

## Publications
- L'extincteur adoptif, Québec, Moult Éditions, « Critures », 2015.  (ISBN 978-2-924039-09-0)
- Un long soir, Chicoutimi, La Peuplade, 2017.  (ISBN 978-2-924519-42-4)
- Ténèbre, Chicoutimi, La Peuplade, 2020.  (ISBN 978-2-924898-49-9)

### Articles (sélection)
- « Tout reste à dire pour changer la vie », entretien avec Michaël La Chance dans Lettres québécoises Numéro 160, hiver 2015, p. 3-76.
- « Marie-Andrée Gill : présence vivante », sur l'œuvre de Marie-Andrée Gill, dans Nuit blanche, Numéro 150, Printemps 2018, p. 34–35.
- « Penser la création avec Paul Kawczak », dans Mœbius, Numéro 162, Été 2019, p. 81–87.

## Prix et distinctions
- Lauréat du Prix littéraire Damase-Potvin (2014)
- Lauréat du prix du « Concours du meilleur texte de trois pages » de l'Université du Québec à Chicoutimi (2015)
- Lauréat du Prix des lecteurs de L'Express et de BFMTV (2020)
- Finaliste du Prix Première de la RTBF (2020)
- Finaliste du Prix Régine-Deforges (2020)
- Lauréat du Prix littéraire de Trouville (2020)[26]
- Lauréat du Prix «Roman» du Salon du livre du Saguenay–Lac-Saint-Jean (2020)[27]